# Qatar op de Olympische Zomerspelen 2004
Qatar nam deel aan de Olympische Zomerspelen 2004 in Athene, Griekenland. In tegenstelling tot de vorige editie werd dit keer geen medaille gewonnen.

## Deelnemers en resultaten

### Atletiek
| Olympiër                    | Discipline             | Resultaat | Prestatie |
| --------------------------- | ---------------------- | --------- | --- |
| Majed Saeed Sultan          | 800m (m)               | 49e       | serie 7: 4de in 1.47,92 |
| Abdulrahman Suleiman        | 1500m (m)              | 28e       | serie 1: 11de in 3.42,00 |
| Sultan Khamis Zaman         | 5000m (m)              | 16e       | serie 1: 9de in 13.26,52 |
| Musa Obaid Amer             | 3000m steeplechase (m) | 4e        | serie 3: 1ste in 8.23,94 finale: 4de in 8.07,18 |
| Khamis Abdullah Saifeldin   | 3000m steeplechase (m) | 15e       | serie 1: 1ste in 8.17,89 finale: 15de in 8.36,66 |
| Ahmed Jumaa Jaber           | marathon (m)           | 38e       | 2:20.27 |
| Abdulrahman Faraj Al Nubi   | verspringen (m)        | 37e       | kwalificatie groep B: 19de met 7,41m |
| Ibrahim Mohamdein Aboubaker | hink-stap-springen (m) | 16e       | kwalificatie groep A: 9de met 16,71m |
| Khaled Habash Al Suwaidi    | kogelstoten (m)        | 30e       | kwalificatie groep B: 15de met 19,04m |
| Ahmad Hassan Moussa         | tienkamp (m)           | DNF       | 100m: 8ste in 10,79 verspringen: 26ste met 7,04m kogelstoten: 31ste met 13,32m hoogspringen: 35ste met 1,82m 400m: 7de in 48,73 110m horden: niet gefinisht |

### Gewichtheffen
| Olympiër              | Discipline | Resultaat | Prestatie                                                  |
| --------------------- | ---------- | --------- | ---------------------------------------------------------- |
| Nader Sufyan Abbas    | -77kg (m)  | 8e        | trekken: 5de met 160kg stoten: 7de met 195kg totaal: 355kg |
| Asaad Said Saif Asaad | -105kg (m) | DNF       | trekken: 2de met 192,5kg stoten: geen geldige poging       |

### Schietsport
| Olympiër         | Discipline     | Resultaat | Prestatie                                                                    |
| ---------------- | -------------- | --------- | ---------------------------------------------------------------------------- |
| Nasser Al-Attiya | skeet (m)      | 4e        | kwalificatie: 4de met 122 punten (24-24-25-25-24) finale: 4de met 147 punten |
| Rashid Al-Athba  | dubbeltrap (m) | 11e       | kwalificatie: 11de met 132 punten (38-46-48)                                 |

### Zwemmen
| Olympiër              | Discipline          | Resultaat | Prestatie               |
| --------------------- | ------------------- | --------- | ----------------------- |
| Anas Sameer Abuyousuf | 400m vrije slag (m) | 43e       | serie 1: 4de in 4.11,99 |

Afghanistan · Albanië · Algerije · Amerikaanse Maagdeneilanden · Amerikaans-Samoa · Andorra · Angola · Antigua en Barbuda · Argentinië · Armenië · Aruba · Australië · Azerbeidzjan · Bahama's · Bahrein · Bangladesh · Barbados · België · Belize · Benin · Bermuda · Bhutan · Bolivia · Bosnië en Herzegovina · Botswana · Brazilië · Britse Maagdeneilanden · Brunei · Bulgarije · Burkina Faso · Burundi · Cambodja · Canada · Centraal-Afrikaanse Republiek · Chili · China · Chinees Taipei · Colombia · Comoren · Congo-Brazzaville · Congo-Kinshasa · Cookeilanden · Costa Rica · Cuba · Cyprus · Denemarken · Djibouti · Dominica · Dominicaanse Republiek · Duitsland · Ecuador · Egypte · El Salvador · Equatoriaal-Guinea · Eritrea · Estland · Ethiopië · Fiji · Filipijnen · Finland · Frankrijk · Gabon · Gambia · Georgië · Ghana · Grenada · Griekenland · Groot-Brittannië · Guam · Guatemala · Guinee · Guinee‑Bissau · Guyana · Haïti · Honduras · Hongarije · Hongkong · Ierland · IJsland · India · Indonesië · Irak · Iran · Israël · Italië · Ivoorkust · Jamaica · Japan · Jemen · Jordanië · Kaaimaneilanden · Kaapverdië · Kameroen · Kazachstan · Kenia · Kirgizië · Kiribati · Koeweit · Kroatië · Laos · Lesotho · Letland · Libanon · Liberia · Libië · Liechtenstein · Litouwen · Luxemburg · Macedonië · Madagaskar · Malawi · Malediven · Maleisië · Mali · Malta · Marokko · Mauritanië · Mauritius · Mexico · Micronesië · Moldavië · Monaco · Mongolië · Mozambique · Myanmar · Namibië · Nauru · Nederland · Nederlandse Antillen · Nepal · Nicaragua · Nieuw-Zeeland · Niger · Nigeria · Noord-Korea · Noorwegen · Oeganda · Oekraïne · Oezbekistan · Oman · Oostenrijk · Oost‑Timor · Pakistan · Palau · Palestina · Panama · Papoea-Nieuw-Guinea · Paraguay · Peru · Polen · Portugal · Puerto Rico · Qatar · Roemenië · Rusland · Rwanda · Saint Kitts en Nevis · Saint Lucia · Saint Vincent en Grenadines · Salomonseilanden · Samoa · San Marino · Sao Tomé en Principe · Saoedi-Arabië · Senegal · Servië en Montenegro · Seychellen · Sierra Leone · Singapore · Slovenië · Slowakije · Soedan · Somalië · Spanje · Sri Lanka · Suriname · Swaziland · Syrië · Tadzjikistan · Tanzania · Thailand · Togo · Tonga · Trinidad en Tobago · Tsjaad · Tsjechië · Tunesië · Turkije · Turkmenistan · Uruguay · Vanuatu · Venezuela · Verenigde Arabische Emiraten · Verenigde Staten · Vietnam · Wit-Rusland · Zambia · Zimbabwe · Zuid-Afrika · Zuid-Korea · Zweden · Zwitserland